# Division I i bandy 1963/1964
Division I i bandy 1963/1964 var Sveriges högsta division i bandy säsongen 1963/1964. Norrgruppsvinnarna Brobergs IF lyckades vinna svenska mästerskapet efter seger med 4-1 mot norrgruppstvåan Skutskärs IF i omspelsfinalen på Studenternas IP i Uppsala den 15 mars 1964 efter 1-1 i den första finalmatchen, som spelats på Stockholms stadion. Matchen i Uppsala var den första SM-finalen på konstfrusen is.

## Upplägg
De två bäst placerade lagen i var och en av de tre geografiskt indelade 8-lagsgrupperna gick till någon av de två slutspelsserierna, där gruppsegrarna gick till final. Lag 7-8 i respektive grupp flyttades ned till Division II. 

## Förlopp
- Antalet matcher ökade, och för att möta detta flyttades flera matcher till någon av de konstfrusna banorna, som då i Sverige var fem i antalet. Seriepremiären hade förlagts till den 20 december 1963, efter att annandag jul i några föregående år varit premiärdag. En annan nyhet var att seriespelet i Division I gjorts om till dubbelmöten.[3]
- I början av januari svepte milda västanvindar in över södra Sverige, och Vaggeryds IK tvingades spela derbymatcherna mot Tranås BoIS den 4 januari (2-3) och Nässjö IF (1-2) den 6 januari till Skogsvallen i Nässjö.[4]
- Matchen IFK Stockholm-Slottsbrons IF (3-1) den 5 februari 1964 lockade "endast" 31 åskådare till Stockholms stadion, i konkurrens med Sveriges Radios TV-sändningar från olympiska vinterspelen i Innsbruck, Österrike. Detta var nytt bottenrekord för publik på Sveriges högsta division i bandy. Föregående dag hade matchen Djurgårdens IF-IK Huge (1-6) på samma anläggning "endast" lockat 32 åskådare.[3]
- Skytteligan vanns av Claes-Håkan Asklund, Västerås SK med 22 fullträffar.[5].

## Seriespelet

### Division I norra
| Nr | Lag            | S  | V  | O | F  | +/-     | P  |
| -- | -------------- | -- | -- | - | -- | ------- | -- |
| 1  | Brobergs IF    | 14 | 12 | 0 | 2  | 79 - 25 | 24 |
| 2  | Skutskärs IF   | 14 | 10 | 0 | 4  | 39 - 20 | 20 |
| 3  | Edsbyns IF     | 14 | 8  | 3 | 3  | 41 - 27 | 19 |
| 4  | Sandvikens AIK | 14 | 6  | 2 | 6  | 33 - 24 | 14 |
| 5  | Falu BS        | 14 | 6  | 1 | 7  | 27 - 42 | 13 |
| 6  | Djurgårdens IF | 14 | 4  | 2 | 8  | 25 - 51 | 10 |
| 7  | IK Huge        | 14 | 3  | 0 | 11 | 24 - 44 | 6  |
| 8  | Grycksbo IF    | 14 | 2  | 2 | 10 | 21 - 56 | 6  |

### Division I centrala
| Nr | Lag            | S  | V  | O | F  | +/-     | P  |
| -- | -------------- | -- | -- | - | -- | ------- | -- |
| 1  | Västerås SK    | 14 | 10 | 2 | 2  | 48 - 27 | 22 |
| 2  | Lesjöfors IF   | 14 | 9  | 3 | 2  | 52 - 20 | 21 |
| 3  | IF Göta        | 14 | 7  | 2 | 5  | 36 - 31 | 16 |
| 4  | IK Sirius      | 14 | 6  | 3 | 5  | 41 - 36 | 15 |
| 5  | Slottsbrons IF | 14 | 6  | 0 | 8  | 30 - 37 | 12 |
| 6  | Västanfors IF  | 14 | 4  | 2 | 8  | 37 - 53 | 10 |
| 7  | IK Heros       | 14 | 4  | 0 | 10 | 33 - 52 | 8  |
| 8  | IFK Stockholm  | 14 | 3  | 2 | 9  | 30 - 51 | 8  |

### Division I södra
| Nr | Lag             | S  | V  | O | F  | +/-     | P  |
| -- | --------------- | -- | -- | - | -- | ------- | -- |
| 1  | Örebro SK       | 14 | 11 | 2 | 1  | 59 - 16 | 24 |
| 2  | Hammarby IF     | 14 | 8  | 3 | 3  | 44 - 25 | 19 |
| 3  | Katrineholms SK | 14 | 8  | 2 | 4  | 49 - 33 | 18 |
| 4  | Nässjö IF       | 14 | 8  | 1 | 5  | 54 - 32 | 17 |
| 5  | Hälleforsnäs IF | 14 | 7  | 1 | 6  | 33 - 42 | 15 |
| 6  | Tranås BoIS     | 14 | 3  | 1 | 10 | 32 - 72 | 7  |
| 7  | Waggeryds IK    | 14 | 2  | 2 | 10 | 31 - 50 | 6  |
| 8  | IFK Kungälv     | 14 | 3  | 0 | 11 | 30 - 62 | 6  |

## Seriematcherna

### Norrgruppen
| - 22 december 1963 Grycksbo IF-Edsbyns IF 0-2 - 22 december 1963 IK Huge-Falu BS 2-5 - 22 december 1963 Sandvikens AIK-Brobergs IF 4-1 - 26 december 1963 Brobergs IF-Skutskärs IF 3-0 - 26 december 1963 Djurgårdens IF-Grycksbo IF 5-1 - 26 december 1963 Edsbyns IF-IK Huge 5-1 - 26 december 1963 Falu BS-Sandvikens AIK 1-0 - 28 december 1963 Djurgårdens IF-Falu BS 3-3 - 29 december 1963 Grycksbo IF-Brobergs IF 1-3 - 29 december 1963 IK Huge-Skutskärs IF 1-5 - 29 december 1963 Sandvikens AIK-Edsbyns IF 3-3 - 31 december 1963 Brobergs IF-IK Huge 4-1 - 31 december 1963 Edsbyns IF-Djurgårdens IF 4-1 - 31 december 1963 Grycksbo IF-Sandvikens AIK 1-1 - 31 december 1963 Skutskärs IF-Falu BS 0-1 - 5 januari 1964 Djurgårdens IF-Sandvikens AIK 1-0 - 5 januari 1964 Falu BS-Brobergs IF 1-6 - 5 januari 1964 IK Huge-Grycksbo IF 0-3 - 5 januari 1964 Skutskärs IF-Edsbyns IF 3-1 - 6 januari 1964 Brobergs IF-Edsbyns IF 4-3 - 6 januari 1964 Falu BS-Grycksbo IF 2-3 - 6 januari 1964 IK Huge-Djurgårdens IF 1-2 - 6 januari 1964 Sandvikens AIK-Skutskärs IF 1-0 - 10 januari 1964 Skutskärs IF-Djurgårdens IF 2-0 - 12 januari 1964 Djurgårdens IF-Brobergs IF 1-11 - 12 januari 1964 Edsbyns IF-Falu BS 2-0 - 12 januari 1964 Grycksbo IF-Skutskärs IF 2-6 - 12 januari 1964 Sandvikens AIK-IK Huge 5-0 | - 15 januari 1964 Brobergs IF-Sandvikens AIK 10-3 - 15 januari 1964 Djurgårdens IF-Skutskärs IF 1-2 - 15 januari 1964 Edsbyns IF-Grycksbo IF 2-2 - 15 januari 1964 Falu BS-IK Huge 1-3 - 19 januari 1964 Grycksbo IF-Djurgårdens IF 1-3 - 19 januari 1964 IK Huge-Edsbyns IF 0-1 - 19 januari 1964 Sandvikens AIK-Falu BS 0-1 - 19 januari 1964 Skutskärs IF-Brobergs IF 3-2 - 22 januari 1964 Brobergs IF-Grycksbo IF 12-2 - 22 januari 1964 Edsbyns IF-Sandvikens AIK 3-2 - 22 januari 1964 Falu BS-Djurgårdens IF 4-1 - 22 januari 1964 Skutskärs IF-IK Huge 4-1 - 26 januari 1964 Djurgårdens IF-Edsbyns IF 3-3 - 26 januari 1964 Falu BS-Skutskärs IF 0-2 - 26 januari 1964 IK Huge-Brobergs IF 2-3 - 26 januari 1964 Sandvikens AIK-Grycksbo IF 2-1 - 2 februari 1964 Brobergs IF-Falu BS 13-0 - 2 februari 1964 Edsbyns IF-Skutskärs IF 5-3 - 2 februari 1964 Grycksbo IF-IK Huge 1-6 - 2 februari 1964 Sandvikens AIK-Djurgårdens IF 8-0 - 4 februari 1964 Djurgårdens IF-IK Huge 1-6 - 6 februari 1964 Edsbyns IF-Brobergs IF 1-2 - 6 februari 1964 Skutskärs IF-Sandvikens AIK 2-0 - 6 februari 1964 Grycksbo IF-Falu BS 1-5 - 9 februari 1964 Brobergs IF-Djurgårdens IF 5-3 - 9 februari 1964 Falu BS-Edsbyns IF 3-6 - 9 februari 1964 IK Huge- Sandvikens AIK 0-4 - 9 februari 1964 Skutskärs IF-Grycksbo IF 7-2 |

### Centralgruppen
| - 22 december 1963 IF Göta-Västanfors IF 4-1 - 22 december 1963 Lesjöfors IF-IFK Stockholm 4-2 - 22 december 1963 IK Sirius-Slottsbrons IF 2-1 - 22 december 1963 Västerås SK-IK Heros 3-1 - 26 december 1963 IK Heros-IF Göta 4-3 - 26 december 1963 IK Sirius-IFK Stockholm 1-1 - 26 december 1963 Slottsbrons IF-Västanfors IF 2-1 - 26 december 1963 Västerås SK-Lesjöfors IF 2-1 - 29 december 1963 IF Göta-IK Sirius 2-0 - 29 december 1963 IFK Stockholm-IK Heros 2-4 - 29 december 1963 Lesjöfors IF-Slottsbrons IF 5-1 - 29 december 1963 Västanfors IF-Västerås SK 3-5 - 31 december 1963 Västerås SK-IFK Stockholm 5-1 - 31 december 1963 Västanfors IF-Lesjöfors IF 1-1 - 1 januari 1964 Slottsbrons IF-IF Göta 2-0 - 5 januari 1964 IF Göta-IFK Stockholm 7-2 - 5 januari 1964 IK Heros-Lesjöfors IF 0-1 - 5 januari 1964 IK Sirius-Västanfors IF 5-2 - 5 januari 1964 Västerås SK-Slottsbrons IF 3-1 - 6 januari 1964 Lesjöfors IF-IK Sirius 2-2 - 6 januari 1964 Slottsbrons IF-IFK Stockholm 4-2 - 6 januari 1964 Västanfors IF-IK Heros 5-6 - 6 januari 1964 Västerås SK-IF Göta 1-1 - 8 januari 1964 IK Sirius-Västerås SK 3-2 - 11 januari 1964 IK Heros-IK Sirius 2-5 - 11 januari 1964 IFK Stockholm-Västanfors IF 6-1 - 12 januari 1964 IF Göta-Lesjöfors IF 2-0 - 12 januari 1964 IK Heros-Slottsbrons IF 6-3 | - 15 januari 1964 IF Göta-Slottsbrons IF 1-5 - 15 januari 1964 Lesjöfors IF-Västanfors IF 8-2 - 15 januari 1964 IK Sirius-IK Heros 5-1 - 18 januari 1964 IFK Stockholm-Västerås SK 4-6 - 19 januari 1964 IK Heros-Västerås SK 0-2 - 19 januari 1964 IFK Stockholm-Lesjöfors IF 0-6 - 19 januari 1964 Slottsbrons IF-IK Sirius 3-2 - 19 januari 1964 Västanfors IF-IF Göta 6-2 - 22 januari 1964 IF Göta-IK Heros 4-2 - 22 januari 1964 IFK Stockholm-IK Sirius 1-5 - 22 januari 1964 Lesjöfors IF-Västerås SK 3-3 - 22 januari 1964 Västanfors IF-Slottsbrons IF 3-2 - 26 januari 1964 IK Heros-IFK Stockholm 2-3 - 26 januari 1964 IK Sirius-IF Göta 3-3 - 26 januari 1964 Slottsbrons IF-Lesjöfors IF 1-4 - 26 januari 1964 Västerås SK-Västanfors IF 4-2 - 2 februari 1964 IFK Stockholm-IF Göta 0-2 - 2 februari 1964 Lesjöfors IF-IK Heros 8-0 - 2 februari 1964 Slottsbrons IF-Västerås SK 0-3 - 2 februari 1964 Västanfors IF-IK Sirius 3-2 - 6 februari 1964 IF Göta-Västerås SK 3-2 - 6 februari 1964 IK Heros-Västanfors IF 3-4 - 6 februari 1964 IFK Stockholm-Slottsbrons IF 3-1 - 6 februari 1964 IK Sirius-Lesjöfors IF 2-6 - 9 februari 1964 Lesjöfors IF-IF Göta 3-2 - 9 februari 1964 Slottsbrons IF-IK Heros 4-2 - 9 februari 1964 Västanfors IF-IFK Stockholm 3-3 - 9 februari 1964 Västerås SK-IK Sirius 7-4 |

### Södergruppen
| - 22 december 1963 Hammarby IF-Katrineholms SK 1-1 - 22 december 1963 Hälleforsnäs IF-Waggeryds IK 4-6 - 22 december 1963 Nässjö IF-IFK Kungälv 9-0 - 22 december 1963 Örebro SK-Tranås BoIS 6-0 - 26 december 1963 Katrineholms SK-IFK Kungälv 6-3 - 26 december 1963 Tranås BoIS-Nässjö IF 2-4 - 26 december 1963 Waggeryds IK-Hammarby IF 2-2 - 26 december 1963 Örebro SK-Hälleforsnäs IF 6-1 - 29 december 1963 Hälleforsnäs IF-Nässjö IF 2-1 - 29 december 1963 IFK Kungälv-Hammarby IF 3-2 - 29 december 1963 Tranås BoIS-Katrineholms SK 2-6 - 29 december 1963 Waggeryds IK-Örebro SK 0-0 - 31 december 1963 Katrineholms SK-Waggeryds IK 6-5 - 31 december 1963 IFK Kungälv-Hälleforsnäs IF 2-3 - 31 december 1963 Nässjö IF-Örebro SK 3-3 - 1 januari 1964 Hammarby IF-Tranås BoIS 6-0 - 4 januari 1964 Waggeryds IK-Tranås BoIS 2-3 - 5 januari 1964 Hälleforsnäs IF-Hammarby IF 1-3 - 5 januari 1964 Nässjö IF-Katrineholms SK 6-2 - 5 januari 1964 Örebro SK-IFK Kungälv 12-2 - 6 januari 1964 Hammarby IF-Örebro SK 4-3 - 6 januari 1964 Katrineholms SK-Hälleforsnäs IF 1-1 - 6 januari 1964 Tranås BoIS-IFK Kungälv 5-3 - 6 januari 1964 Waggeryds IK-Nässjö IF 1-2 - 12 januari 1964 Hälleforsnäs IF-Tranås BoIS 4-1 - 12 januari 1964 IFK Kungälv-Waggeryds IK 3-0 - 12 januari 1964 Nässjö IF-Hammarby IF 2-4 - 12 januari 1964 Örebro SK-Katrineholms SK 2-1 | - 14 januari 1964 Hammarby IF-IFK Kungälv 4-0 - 15 januari 1964 Örebro SK-Waggeryds IK 3-0 - 16 januari 1964 Katrineholms SK-Tranås BoIS 9-2 - 17 januari 1964 Nässjö IF-Hälleforsnäs IF 6-1 - 19 januari 1964 Katrineholms SK-Hammarby IF 4-2 - 19 januari 1964 IFK Kungälv-Nässjö IF 0-1 - 19 januari 1964 Tranås BoIS-Örebro SK 1-3 - 19 januari 1964 Waggeryds IK-Hälleforsnäs IF 2-4 - 21 januari 1964 Hammarby IF-Waggeryds IK 5-1 - 23 januari 1964 Hälleforsnäs IF-Örebro SK 0-4 - 23 januari 1964 Nässjö IF-Tranås BoIS 11-3 - 24 januari 1964 IFK Kungälv-Katrineholms SK 2-3 - 26 januari 1964 Hälleforsnäs IF-IFK Kungälv 5-1 - 26 januari 1964 Tranås BoIS-Hammarby IF 3-3 - 26 januari 1964 Waggeryds IK-Katrineholms SK 1-6 - 26 januari 1964 Örebro SK-Nässjö IF 4-1 - 1 februari 1964 Hammarby IF-Hälleforsnäs IF 5-1 - 2 februari 1964 Katrineholms SK-Nässjö IF 4-0 - 2 februari 1964 IFK Kungälv-Örebro SK 2-5 - 2 februari 1964 Tranås BoIS-Waggeryds IK 4-2 - 5 februari 1964 Örebro SK-Hammarby IF 3-1 - 6 februari 1964 Hälleforsnäs IF-Katrineholms SK 1-0 - 6 februari 1964 IFK Kungälv-Tranås BoIS 8-2 - 6 februari 1964 Nässjö IF-Waggeryds IK 7-4 - 9 februari 1964 Hammarby IF-Nässjö IF 2-1 - 9 februari 1964 Katrineholms SK-Örebro SK 0-5 - 9 februari 1964 Tranås BoIS-Hälleforsnäs IF 4-5 - 9 februari 1964 Waggeryds IK-IFK Kungälv 5-1 |

## Slutspel

### Slutspelgrupp A
| Nr | Lag          | S | V | O | F | +/-   | P |
| -- | ------------ | - | - | - | - | ----- | - |
| 1  | Brobergs IF  | 2 | 2 | 0 | 0 | 7 - 1 | 4 |
| 2  | Hammarby IF  | 2 | 0 | 1 | 1 | 2 - 5 | 1 |
| 3  | Lesjöfors IF | 2 | 0 | 1 | 1 | 1 - 4 | 1 |

### Slutspelgrupp B
| Nr | Lag          | S | V | O | F | +/-   | P |
| -- | ------------ | - | - | - | - | ----- | - |
| 1  | Skutskärs IF | 2 | 1 | 1 | 0 | 6 - 4 | 3 |
| 2  | Västerås SK  | 2 | 1 | 1 | 0 | 5 - 3 | 3 |
| 3  | Örebro SK    | 2 | 0 | 0 | 2 | 1 - 5 | 0 |

## Svensk mästerskapsfinal
- 1 mars 1964: Brobergs IF-Skutskärs IF 1-1 (spelad på Stockholms stadion)

## Omspelav svensk mästerskapsfinal
- 15 mars 1964: Brobergs IF-Skutskärs IF 4-1 (Studenternas IP)

## Svenska mästarna
Mall:Brobergs IF 1963/1964

### Fotnoter
1. ↑  Erik Jonsson. ”1960–1969”. Svenska Bandyförbundet. Arkiverad från originalet den 17 mars 2020. https://web.archive.org/web/20200317215222/https://www.svenskbandy.se/BANDYFINALEN/HISTORIK/Svenskamastare/Herrar/1960-1969. Läst 21 mars 2020.
2. ↑  Claes G. Bengtsson (12 mars 2015). ”Från sjöis till inomhusspel”. Svenska Bandyförbundet. Arkiverad från originalet den 18 mars 2020. https://web.archive.org/web/20200318182356/https://www.svenskbandy.se/NYHETER/SENASTENYTT/inforbandyfinalenfransjoistillinomhusspel%3F%3F%3Fid%3D114837. Läst 18 mars 2020.
3. 1 2  Claes-G. Bengtsson (2 januari 2009). ”Trefaldigt Broberg när bandyn började dubblera”. Svenska Bandyförbundet. Arkiverad från originalet den 27 mars 2016. https://web.archive.org/web/20160327132509/http://www.svenskbandy.se/NYHETER/CLASSESHISTORISKAHORNA/Aldrekronikor/TrefaldigtBrobergnarbandynborjadedubblera/. Läst 2 januari 2009.
4. ↑  Rune Claesson (26 december 2013). ”Den magiska julveckan 1963”. Skillingaryd. http://gamla2015.skillingaryd.nu/nyheter/den-magiska-julveckan-1963. Läst 15 augusti 2021.
5. ↑  Erik Jonsson. ”Skyttekungar”. Svenska Bandyförbundet. Arkiverad från originalet den 11 mars 2016. https://web.archive.org/web/20160311201110/http://www.svenskbandy.se/SERIERCUPER/ELITSERIENHERR/HISTORIKSTATISTIK/STATISTIK/Malstatistik-overgripande/Skyttekungar/. Läst 11 oktober 2009.